# Römisch-katholische Kirche in Bahrain
Die römisch-katholische Kirche in Bahrain ist eine kleine Minderheitskirche in Arabien.

## Überblick
In Bahrain ist der Islam laut Verfassung die Staatsreligion; es gilt die Scharia.
Erste offizielle diplomatische Beziehungen zwischen dem Heiligen Stuhl und Bahrain existieren seit 1999. 2012 wurde durch Papst Benedikt XVI. das Apostolische Vikariat Nördliches Arabien mit Sitz in Manama in Bahrain gegründet. Das Apostolische Vikariat umfasst die arabischen Staaten Bahrain, Katar, Kuwait und Saudi-Arabien.
1939 konnte bereits über die Bereitstellung von Land durch den Emir von Bahrain in Manama die erste katholische Kirche Herz-Jesu-Kirche errichtet werden. 2021 wurde die neu errichtete Kathedrale Unserer Lieben Frau von Arabien in Awali südlich von Manama geweiht. Zu der Pfarrgemeinde gehören ca. 140.000 Katholiken.
Apostolischer Nuntius ist seit Februar 2021 Erzbischof Eugene Martin Nugent.